# Mycalesis deianira
Mycalesis deianira är en fjärilsart som beskrevs av William Chapman Hewitson 1862. Mycalesis deianira ingår i släktet Mycalesis och familjen praktfjärilar. Inga underarter finns listade i Catalogue of Life.